# Maria Lankowitz
Maria Lankowitz est une commune autrichienne du district de Voitsberg en Styrie.